# Nadja Saidakowa
Nadja Saidakowa (russisch Надя Сайдакова, meist Nadja Saidakova transkribiert; * 7. September 1971 in Ischewsk als Nadeschda Pawlowna Saidakowa/russisch Надежда Павловна Сайдакова) ist eine russische Balletttänzerin. Sie ist erste Solotänzerin beim Staatsballett Berlin.

## Biografie
Saidakowa erhielt ihre Ballettausbildung an der Staatlichen Ballettakademie in Perm. Nach ihrer Ausbildung tanzte sie zunächst beim Klassischen Ballett Moskau. 1991 wurde sie Solotänzerin beim Ballett der Deutschen Oper am Rhein. Seit 1995 war Saidakowa erste Solotänzerin beim Ballett der Staatsoper Unter den Linden, seit 2004 Staatsballett Berlin. Seit 2017 ist sie dort Ballettmeisterin.
Das Repertoire der Tänzerin beinhaltet die großen romantischen und klassischen Partien, insbesondere in den Neubearbeitungen von Rudolf Nurejew, Heinz Spoerli und Patrice Bart, aber auch moderne Stücke unter anderem von Maurice Béjart und William Forsythe.
Im Rahmen des Projektes Shut up and Dance des Staatsballetts Berlin zeigt Saidakowa regelmäßig eigene Choreografien. 2009 wurde bei den Berliner Festspielen ihr abendfüllendes Werk Egopoint uraufgeführt, eine Kooperation mit dem DJ Luke Slater.
Der Tanzfotograf Gert Weigelt hat mit Saidakowa diverse Kurzfilme verwirklicht, u. a. Evolution und Ballerina buchstabieren. Saidakowa ist die von Weigelt am häufigsten fotografierte Person.
Saidakowa ist mit einem Versicherungsfachmann verheiratet und hat einen Sohn namens Bogdan.

## Werke
- Just a little bit (2005)
- Ein Tango (2005)
- Wake it (2007)
- Egopoint (2009)

## Filmografie
- Der Nussknacker

Partie: Klara, Ballettproduktion der Staatsoper unter den Linden, DVD, Naxos 2000
- Great Dancers of our Time

Partie: Mädchen in Der Geist der Rose, Ballettproduktion der Staatsoper unter den Linden, DVD, Euroarts 2005
- Tchaikovsky Gala

Partie: Tanz der Zuckerfee in Der Nussknacker, Ballettproduktion der Scala, DVD, Bel Air 2008
- Hamlet (Ballettproduktion)

- Evolution, Opfer, Peanuts und Ballerina buchstabieren

Videoclips von Gert Weigelt im Auftrag des ZDF